# Kupioły
Kupioły (biał. Купёлы; ros. Купёлы; pol. hist. także Kupiele) – wieś na Białorusi, w obwodzie mohylewskim, w rejonie mohylewskim, w sielsowiecie Pałykawiczy, przy drodze republikańskiej R76.
Do 1917 roku położone były w Rosji, w guberni mohylewskiej, w powiecie mohylewskim. Następnie w granicach Związku Sowieckiego. Od 1991 roku w niepodległej Białorusi.